# کروماتیدهای خواهر

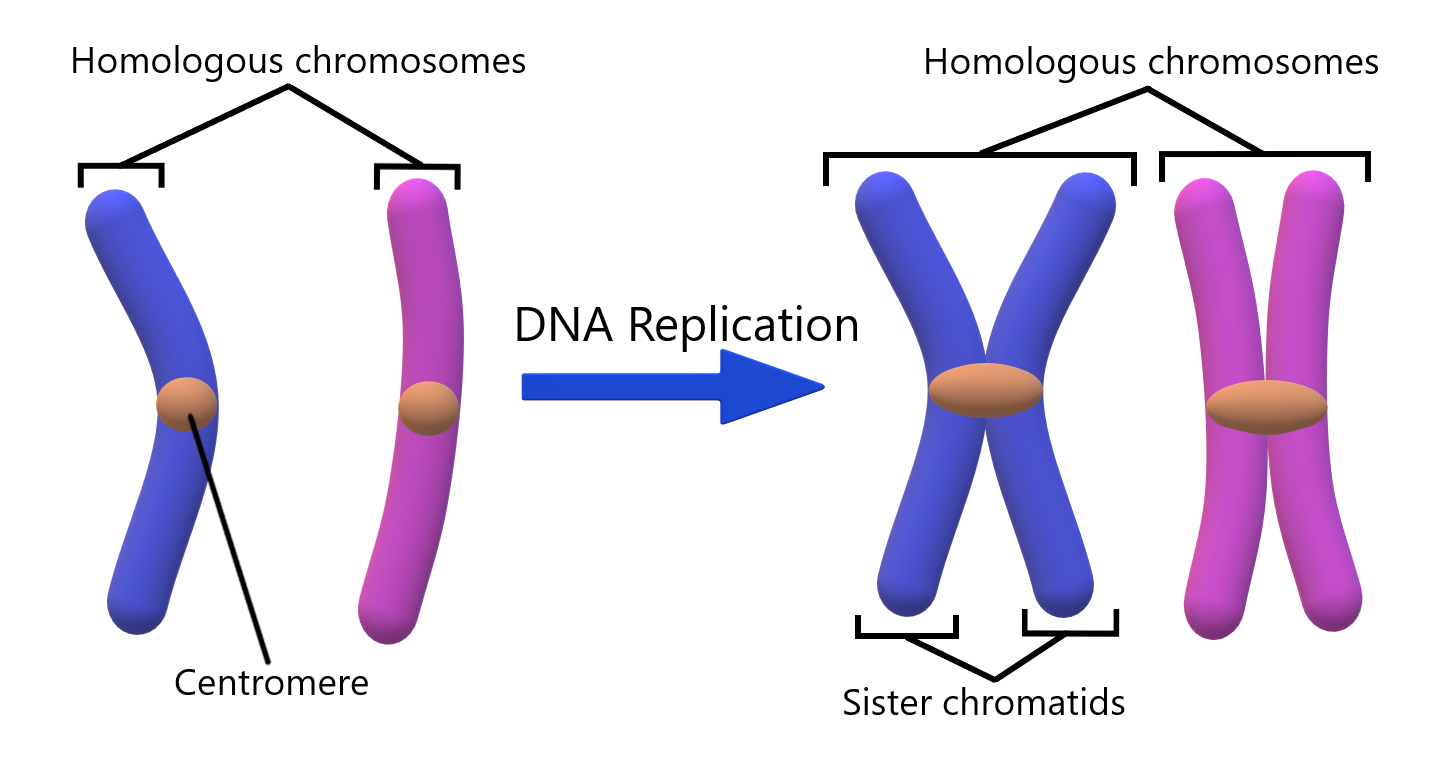

کروماتیدهای خواهر دو کپی مشابه از یک کروماتید هستند که توسط یک سانترومر به یکدیگر متصل شده‌اند ولی کروموزم‌های هومولوگ که دو کپی متفاوت از یک کروماتید هستند و از هر والد یک رشته به ارث می‌برند. به عبارت دیگر کروماتیدهای خواهر شامل ژن‌ها و الل‌های یکسان هستند و کروموزوم‌های هومولوگ شامل ژن‌های یکسان ولی دارای دو نمونه از الل‌ها هستند که ممکن با یکدیگر مشابه یا غیرمشابه باشند.
جفت کروماتیدهای مشابه در هنگام تقسیم میتوز یا در هنگام تقسیم سلولی از یکدیگر جدا می‌شوند.
شواهدی وجود دارد که در برخی از گونه‌ها کروماتیدهای خواهر برای ترمیم دی ان ای ترجیح داده می‌شوند. چسبیدن کروماتیدهای خواهر به علت توزیع صحیح اطلاعات ژنتیکی بین سلول‌های دختر و ترمیم کروموزوم‌ها ضروری است. اشکال در این فرایند می‌تواند موجب بروز سرطان شود بخصوص هنگامی که checkpointها نتوانند دی ان ای معیوب را شناسایی کنند.